# Jean Roumajon
Jean Roumajon, né le 28 février 1889 à Montbrison (Loire) et décédé le 12 mai 1948 à Paris, est un homme politique français.

## Biographie
Enseignant et militant SFIO en Corrèze, il échoue aux élections législatives en 1919, 1928 et 1932 avant d'être finalement élu député de la Corrèze en 1936. La même année, il devient aussi conseiller d'arrondissement et adjoint au maire de Brive-la-Gaillarde.
Le 10 juillet 1940, il vote les pleins pouvoirs au maréchal Pétain.

## Sources
- « Jean Roumajon », dans le Dictionnaire des parlementaires français (1889-1940), sous la direction de Jean Jolly, PUF, 1960 [détail de l’édition]